# Paul Meany
Paul Meany (New Orleans, 2 luglio 1976) è un polistrumentista, cantante e produttore discografico statunitense.

## Biografia
Inizia la sua carriera musicale formando con Adam LaClave il gruppo reggae/rock Earthsuit, attivo dal 1995 al 2003, con il quale pubblica tre album in studio e un EP come cantante e tastierista del progetto. Successivamente fonda con l'ex batterista degli Earthsuit, Darren King, il duo di produttori The Digitals. Successivamente cambiano nome in "Math", firmando la prima produzione per il rapper TobyMac nell'album Re:Mix Momentum del 2003. Nello stesso anno Meany partecipa all'album Elevator Music, pubblicato dalla Victory Fellowship Church per supportare le vittime dell'uragano Katrina, cantando in tutti i brani.
Nel 2006 Meany e King recrutano il chitarrista Greg Hill e formano il gruppo musicale Mutemath. Intanto, Meany fonda con Tedd T l'etichetta discografica Teleprompt Records. Dopo la pubblicazione del primo EP Reset nel settembre 2004, e l'aggiunta dell'ex Earthsuit Roy Mitchell nel 2006, il gruppo firma un contratto discografico con la Warner Bros. Records, attraverso la quale verrà distribuito l'album di debutto Mutemath il 26 settembre 2006.
Nel contempo Adam LaClave forma i Macrosick, nei quali militerà per breve tempo anche Meany alle tastiere, e i Club of the Sons, per i quali Meany produrrà diversi brani. Meany porta avanti numerosi altri progetti al di fuori dei Mutemath, producendo per diversi artisti e cantando nel singolo Breaking Kid del DJ svedese Steve Angello e in Higher Love dei DJ Seven Lions e Jason Ross, entrambi pubblicati nel 2017. Nello stesso anno rimane l'unico componente fisso dei Mutemath, in quanto Hill, Mitchell e successivamente King decidono di lasciare il progetto.
Nel 2015 fonda una nuova etichetta, chiamata Wojtek Records e con base a New York.
Nel 2018 inizia una proficua collaborazione con il duo statunitense Twenty One Pilots, da prima pubblicando l'EP collaborativo TOPxMM nel 2016 con i Mutemath e successivamente producendo il loro quinto album in studio Trench, del 2018, scrivendo inoltre 7 dei 14 brani dell'album insieme al cantante e frontman del duo Tyler Joseph. Registra e produce anche il loro singolo del 2020 Level of Concern, e partecipa alla post-produzione del sesto album in studio Scaled and Icy del 2021, registrato e prodotto da Tyler Joseph nel suo studio casalingo durante la pandemia di COVID-19. Partecipa, in qualità di turnista, al tour in promozione all'album, e come direttore artistico per i concerti, producendo anche il loro album dal vivo del 2022 MTV Unplugged. Nel 2024 coproduce con Joseph il sesto album in studio Clancy, firmando nuovamente 8 brani su 13 insieme allo stesso Joseph, e il singolo The Line, pubblicato lo stesso anno per la colonna sonora della seconda stagione della serie TV Netflix Arcane.
Ha prodotto anche un brano degli Half Alive per l'album Now, Not Yet del 2019, e il secondo album in studio dei The Blue Stones, pubblicato nel 2021. Nel 2022 coproduce il quinto album dei The Wombats, Fix Yourself, Not the World, e dei Pierce the Veil, The Jaws of Life del 2023.